# Concerto pour violoncelle de Miaskovski
Pour les articles homonymes, voir Concerto pour violoncelle (homonymie).
Le Concerto pour violoncelle et orchestre en ut mineur, opus 66 est un concerto de Nikolaï Miaskovski. Composé en 1944, il est dédié au violoncelliste Sviatoslav Knouchevitski. Il reçut en 1946 le Prix d'État d'URSS.
Il a été créé à Moscou, le 17 mars 1945 par le dédicataire. Le premier enregistrement a cependant été effectué par Mstislav Rostropovitch en 1956.

## Mouvements
1. Lento ma non troppo
2. Allegro vivace – Andante simplice tranquillo